# إدوارد سوان
إدوارد سوان هو محامي وقاضي وسياسي أمريكي، ولد في 10 مارس 1862 في ماديسون في الولايات المتحدة، وتوفي في 19 سبتمبر 1945 في سيوالز بوينت في الولايات المتحدة. نشط حزبياً في الحزب الديمقراطي. وقد انتخب عضو مجلس النواب الأمريكي ‏.